# Fedération International des Associations de Producteurs de Films
De Fedération International des Associations de Producteurs de Films, afgekort FIAPF, is een organisatie van filmproducenten, die bestaat uit 32 lidorganisaties uit de 28 grootste landen op het gebied van audiovisuele producties. De organisatie is opgericht in 1933 en heeft haar hoofdkantoor in Parijs.
De FIAPF reguleert de meeste internationale filmfestivals. Daarvan heeft de federatie er dertien de A-status verleend.
Verder helpt de FIAPF-producers op de volgende gebieden:
- Wetgeving op het gebied van auteursrechten en andere intellectuele-eigendomsrechten.
- Naleving van de wetten op het gebied van intellectuele eigendom en bestrijding van piraterij.
- Gebruik van digitale technologie en hun impact op de waarde van audiovisuele producties.
- Technologiestandaardisatie.
- Mediaregulatie.
- Financiering voor zowel privé- als openbare films.
- Filmhandel.

## FIAPF-leden
- Asociación General de Productores Cinematográficos (Argentinië)
- Instituto Nacional de Cine y Artes Visuales (Argentinië)
- Screen Producers Association of Australia (SPAA, Australië)
- Vlaamse Film Producenten Bond (VFPB, België)
- Canadian Film and Television Production Association (Canada)
- China Filmmakers Association (China)
- Producentforeningen (Denemarken)
- Verband Deutscher Filmproduzenten (Duitsland)
- Egyptian Chamber of Cinema Industry (Egypte)
- Suomen Elokuvatuottajien Keskusliitto (SEK, Finland)
- Magyar Audiovizuális Producerek Szövetsége (MAPSZ, Hongarije)
- Association of Icelandic Films Producers (IJsland)
- Film Federation of India (India)
- National Film Development Corporation Ltd. (India)
- The Iranian Alliance of Motion Picture Guilds - Khaneh Cinema (Iran)
- Unione Nazionale Produttori Film (ANICA, Italië)
- Motion Picture Producers Association of Japan (Japan)
- Latvijas Kinoproducentu asociācija (Letland)
- Hrvatska Udruga Producenata (HRUP, Kroatië)
- Filmproducenten Nederland (Nederland)
- Screen Production and Development Association (SPADA, Nieuw-Zeeland)
- Association of Nollywood Core Producers (ANCOP, Nigeria)
- Norske Film and TV Produsenters Forening (Noorwegen)
- Fachverband der Audiovisions und Filmindustrie (Oostenrijk)
- Film Producers Guild of Russia (Rusland)
- Slovenská asociácia producentov v audiovízii (SAPA, Slowakije)
- Federación de Asociaciones de Produtores Audiovisuales de Espana (Spanje)
- Audiovisual Producers' Association (APA, Tsjechië)
- Independent Film and Television Alliance (Verenigde Staten)
- Motion Pictures Association (Verenigde Staten)
- Producers Alliance for Cinema and Television (Verenigd Koninkrijk)
- Motion Picture Producers Association of Korea (Zuid-Korea)
- Korean Motion Picture Producers Association (Zuid-Korea)
- Korean Film Commission (KOFIC, Zuid-Korea)
- Film&TV-Producenterna (Zweden)

## Door de FIAPF geaccrediteerde filmfestivals

### Competitieve filmfestivals
Onderstaand zijn de competitieve filmfestivals weergegeven die in 2018 zijn geaccrediteerd.
| Festival                                      | Plaats        | Land        | Opgericht |
| --------------------------------------------- | ------------- | ----------- | --------- |
| Internationaal filmfestival van Berlijn       | Berlijn       | Duitsland   | 1951      |
| Internationaal filmfestival van Caïro         | Caïro         | Egypte      | 1976      |
| Filmfestival van Cannes                       | Cannes        | Frankrijk   | 1946      |
| Internationaal filmfestival van India         | Goa           | India       | 1952      |
| Internationaal filmfestival van Karlsbad      | Karlsbad      | Tsjechië    | 1946      |
| Internationaal filmfestival van Locarno       | Locarno       | Zwitserland | 1946      |
| Internationaal filmfestival van Mar del Plata | Mar del Plata | Argentinië  | 1954      |
| Internationaal filmfestival van Montreal      | Montreal      | Canada      | 1977      |
| Internationaal filmfestival van Moskou        | Moskou        | Rusland     | 1935      |
| Internationaal filmfestival van San Sebastián | San Sebastián | Spanje      | 1953      |
| Internationaal filmfestival van Shanghai      | Shanghai      | China       | 1993      |
| Internationaal filmfestival van Tallinn       | Tallinn       | Estland     | 1997      |
| Internationaal filmfestival van Tokio         | Tokio         | Japan       | 1985      |
| Filmfestival van Venetië                      | Venetië       | Italië      | 1932      |
| Internationaal filmfestival van Warschau      | Warschau      | Polen       | 1985      |

### Competitieve themafestivals
Onderstaand zijn de competitieve themafestivals weergegeven die in 2018 zijn geaccrediteerd.
| Festival                                                   | Specialisatie | Plaats         | Land                   | Opgericht |
| ---------------------------------------------------------- | --- | -------------- | ---------------------- | --------- |
| International Antalya Film Festival                        | Nieuwe stromingen in de hedendaagse cinema (New currents in contemporary cinema) | Antalya        | Turkije                | 1963      |
| Eurasia International Film Festival                        | Films geproduceerd in Europa, Centraal-Azië en Azië (Films produced in Europe, Central-Asia and Asia) | Astana         | Kazachstan             | 1998      |
| Busan International Film Festival                          | Eerste en tweede speelfilms (First and second feature films) | Busan          | Zuid-Korea             | 1996      |
| International Film Festival of Cartagena                   | Ibero- en Latijns-Amerikaanse films (Ibero and Latin-American films ) | Cartagena      | Colombia               | 1960      |
| Transilvania International Film Festival, Cluj             | Eerste en tweede speelfilms (First and second feature films) | Cluj-Napoca    | Roemenië               | 2002      |
| Noir in Festival                                           | Politie- en mysteriefilms (Police and mystery films) | Como en Milaan | Italië                 | 1991      |
| Gijon International Film Festival                          | Films voor jongeren (Films for young people) | Gijón          | Spanje                 | 1963      |
| Istanbul Film Festival                                     | Nieuwe perspectieven in cinema (New perspectives in cinema) | Istanboel      | Turkije                | 1982      |
| FilmFestival Kitzbühel                                     | Films van jonge regisseurs (Young directors' films) | Kitzbühel      | Oostenrijk             | 2012      |
| Kolkata International Film Festival                        | Innovatie in bewegend beeld (Innovation in moving images) | Kolkata        | India                  | 1995      |
| Kyiv International Film Festival Molodist                  | Films van jonge regisseurs (Young directors' films) | Kyiv           | Oekraïne               | 1970      |
| Motelx - Lisbon International Horror Film Festival         | Horrorfilms speelfilms en documentaires (Horror films Feature and Documentaries) | Lissabon       | Portugal               | 2007      |
| Listapad Minsk International Film Festival                 | Films geproduceerd in (ex) -communistische landen, waaronder GOS-landen, Centraal- en Zuidoost-Azië, Baltische staten, Oost- en Centraal-Europa, China, Cuba (Films produced in (ex)-communist countries, including CIS countries, Central and South-East Asia, Baltics, Eastern and Central Europe, China, Cuba) | Minsk          | Wit-Rusland            | 1994      |
| Mumbai Film Festival                                       | Eerste speelfilms (First features) | Mumbai         | India                  | 1997      |
| Festival international du film francophone de Namur        | Franstalige landen (French speaking countries) | Namen          | België                 | 1986      |
| Festival de Cine Global Dominicano                         | Eerste films (First films) | Santo Domingo  | Dominicaanse Republiek | 2006      |
| Sitges, International Fantastic Film Festival of Catalonia | Fantasy films (Fantasy films) | Sitges         | Spanje                 | 1968      |
| Cinedays                                                   | Eerste en tweede Europese films (First and second European films) | Skopje         | Noord-Macedonië        | 2002      |
| Sofia International Film Festival                          | Eerste en tweede speelfilms (First and second feature films) | Sofia          | Bulgarije              | 1997      |
| Stockholm International Film Festival                      | Films over nieuwe cinematografische oriëntaties (Films on new cinematographic orientations) | Stockholm      | Zweden                 | 1990      |
| Sydney Film Festival                                       | Nieuwe richtingen in films (New directions in films) | Sydney         | Australië              | 1954      |
| Torino Film Festival                                       | Films van nieuwe regisseurs (New directors' films) | Torino         | Italië                 | 1982      |
| International Film Festival of Kerala                      | Films uit Azië, Afrika en Latijns-Amerika (Films from Asia, from Africa and from Latin America) | Trivandrum     | India                  | 1996      |
| Valencia International Film Festival, Cinema Jove          | Films van nieuwe regisseurs (New directors' films) | Valencia       | Spanje                 | 1986      |

### Niet-competitieve festivals
Onderstaand zijn de niet-competitieve festivals weergegeven die in 2018 zijn geaccrediteerd.
| Festival                                | Plaats  | Land       | Opgericht |
| --------------------------------------- | ------- | ---------- | --------- |
| Internationaal filmfestival van Toronto | Toronto | Canada     | 1976      |
| Internationaal filmfestival van Wenen   | Wenen   | Oostenrijk | 1960      |

### Documentaire- en kortfilmfestivals
Onderstaand zijn de documentaire- en kortfilmfestivals weergegeven die in 2018 zijn geaccrediteerd.
| Festival                                                 | Plaats          | Land      | Opgericht |
| -------------------------------------------------------- | --------------- | --------- | --------- |
| Zinebi, Internationaal Documentaire- en kortfilmfestival | Bilbao          | Spanje    | 1959      |
| Filmfestival van Krakau                                  | Krakau          | Polen     | 1961      |
| Internationaal kortfilmfestival van Oberhausen           | Oberhausen      | Duitsland | 1954      |
| Message to Man                                           | Sint-Petersburg | Rusland   | 1988      |
| Filmfestival van Tampere                                 | Tampere         | Finland   | 1969      |

## Voormalig geaccrediteerde festivals
Onderstaand is een (incomplete) lijst weergegeven van festivals die niet langer geaccrediteerd zijn door de FIAPF.
| Festival                                          | Plaats       | Land                  |
| ------------------------------------------------- | ------------ | --------------------- |
| Adelaide International Film Festival              | Adelaide     | Australië             |
| Bogotá Film Festival                              | Bogotá       | Colombia              |
| Brussels International Festival of Fantastic Film | Brussel      | België                |
| Lucas International Children's Film Festival      | Frankfurt    | Duitsland             |
| Film Fest Gent                                    | Gent         | België                |
| Internationaal filmfestival van Noorwegen         | Haugesund    | Noorwegen             |
| Filmfestival van Londen                           | Londen       | Verenigd Koninkrijk   |
| Mostra – São Paulo International Film Festival    | São Paulo    | Brazilië              |
| Filmfestival van Sarajevo                         | Sarajevo     | Bosnië en Herzegovina |
| Festroia International Film Festival              | Sétubal      | Portugal              |
| Thessaloniki International Film Festival          | Thessaloniki | Griekenland           |
| Mostra – Valencia Cinema of Mediterranean         | Valencia     | Spanje                |
| goEast                                            | Wiesbaden    | Duitsland             |
| Nowe Horyzonty                                    | Wrocław      | Polen                 |